# Џорџтаун (округ Ланкастер, Пенсилванија)
Џорџтаун (енгл. Georgetown, Lancaster County) насељено је место без административног статуса у америчкој савезној држави Пенсилванија.

## Демографија
По попису из 2010. године број становника је 1.022.
| Група             | 2000.    | 2010.         |
| Белци             | 0 (0,0%) | 1.004 (98,2%) |
| Афроамериканци    | 0 (0,0%) | 1 (0,1%)      |
| Азијати           | 0 (0,0%) | 1 (0,1%)      |
| Хиспаноамериканци | 0 (0,0%) | 16 (1,6%)     |
| Укупно            | 0        | 1.022         |